# مترو-2

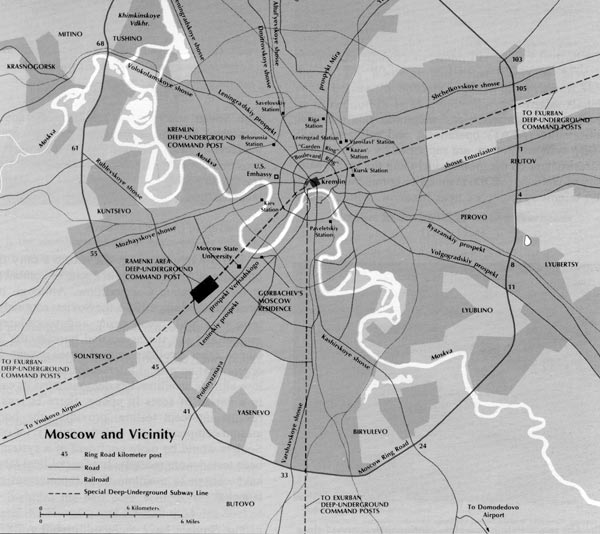
خارطة لنظام مترو وُضعت من قبل الاستخبارات الأمريكية. الخط المتقطع (---) هو المترو السري.

مترو-2 وهي شبكات قطارات تحت الأرض تقع في موسكو، روسيا، مُخصصة للخدمات السرية الروسية وكبار المسؤوليين الحكوميين. ويفترض أنه بُني في عهد جوزيف ستالين أو على الأقل بدأ بناءه آنذاك وأطلقت عليه الاستخبارات السوفييتية الاسم الحركي دي-6. ويعتقد أن وزارة الدفاع الروسية تديره.